# 孙超群
孙超群（1906年—1967年6月6日），安徽阜南人。中国人民解放军将领、中国人民解放军开国少将。

## 生平
1929年参加工农红军，曾任连指导员，1930年加入中国共产党，后历任营长，团长，团政委，红八军团二十三师长，120师三五八旅警备六团团长，晋绥军区六分区司令员，纵队副司令员，第一野战军四军副军长。中华人民共和国成立后，曾任防空高炮学校校长，北京部队防空军司令员，工程兵副司令员兼工程兵学院院长。1955年被授予少将军衔。后担任中国人民解放军北京军区防空军司令员。1967年6月去世。